# Thienemanniella flava
Thienemanniella flava är en tvåvingeart som först beskrevs av Jean-Jacques Kieffer 1923.  Thienemanniella flava ingår i släktet Thienemanniella och familjen fjädermyggor. Inga underarter finns listade i Catalogue of Life.